# راي إل. ريغان
راي إل. ريغان (بالإنجليزية: Ray L. Reagan)‏ هو سياسي أمريكي، ولد في 23 أغسطس 1921، وتوفي في 24 مارس 1978.